# 日產March R
日產March R乃是由日本日產汽車公司設計製造、從日產March第一代K10型衍生出來的三門掀背車，原廠代號為「E-EK10」。從車名結尾的「R」可得知，這是一輛專門用來參加拉力賽的競技車輛。

## 概要
這輛車是1988年日產汽車公司為了參加全日本拉力錦標賽（（日語）全日本ラリー選手権）B級賽事（引擎排氣量1,300c.c.至1,600c.c.）而推出的競技車輛，採用全日本汽車工業史首創的渦輪增壓與機械增壓二系統並存的設定，最高馬力可榨出110ps/6,400rpm、最大扭力13.3kg・m/4,800rpm。由於設定為競技用，內裝徹底輕量化，且強化前後輪的制動系統。此外，搭載了密齒輪比變速箱（close-ratio transmission），針對拉力賽事調整最適當的齒輪比。
翌年日產汽車便以此款車的渦輪增壓、機械增壓並存的引擎，配上運動化套件，推出「日產March Super Turbo」車款，獲得消費者的好評。

## 內部連結
- 日產March
- 日產March Turbo
- 日產March Super Turbo